# Matt Turner
Matthew Charles Turner (* 24. června 1994 Park Ridge) je americký profesionální fotbalový brankář, který chytá za anglický klub Nottingham Forest FC a za národní tým Spojených států.

## Klubová kariéra
Turner pochází z Park Ridge v New Jersey a navštěvoval střední školu Saint Joseph Regional High School. Turner začal hrát fotbal až ve 14 letech. Následně se přesunul na Fairsfield University; v universitní lize nastoupil celkem do 39 zápasů a připsal si 21 čistých kont.
Hrál také v amatérském klubu Jersey Express, který v roce 2014 dovedl do národního semifinále PDL.

### New England Revolution
Turner nebyl vybrán v MLS SuperDraftu 2016, ale 3. března 2016 podepsal svou první profesionální smlouvu s klubem Major League Soccer (MLS) New England Revolution.

#### Richmond Kickers (hostování)

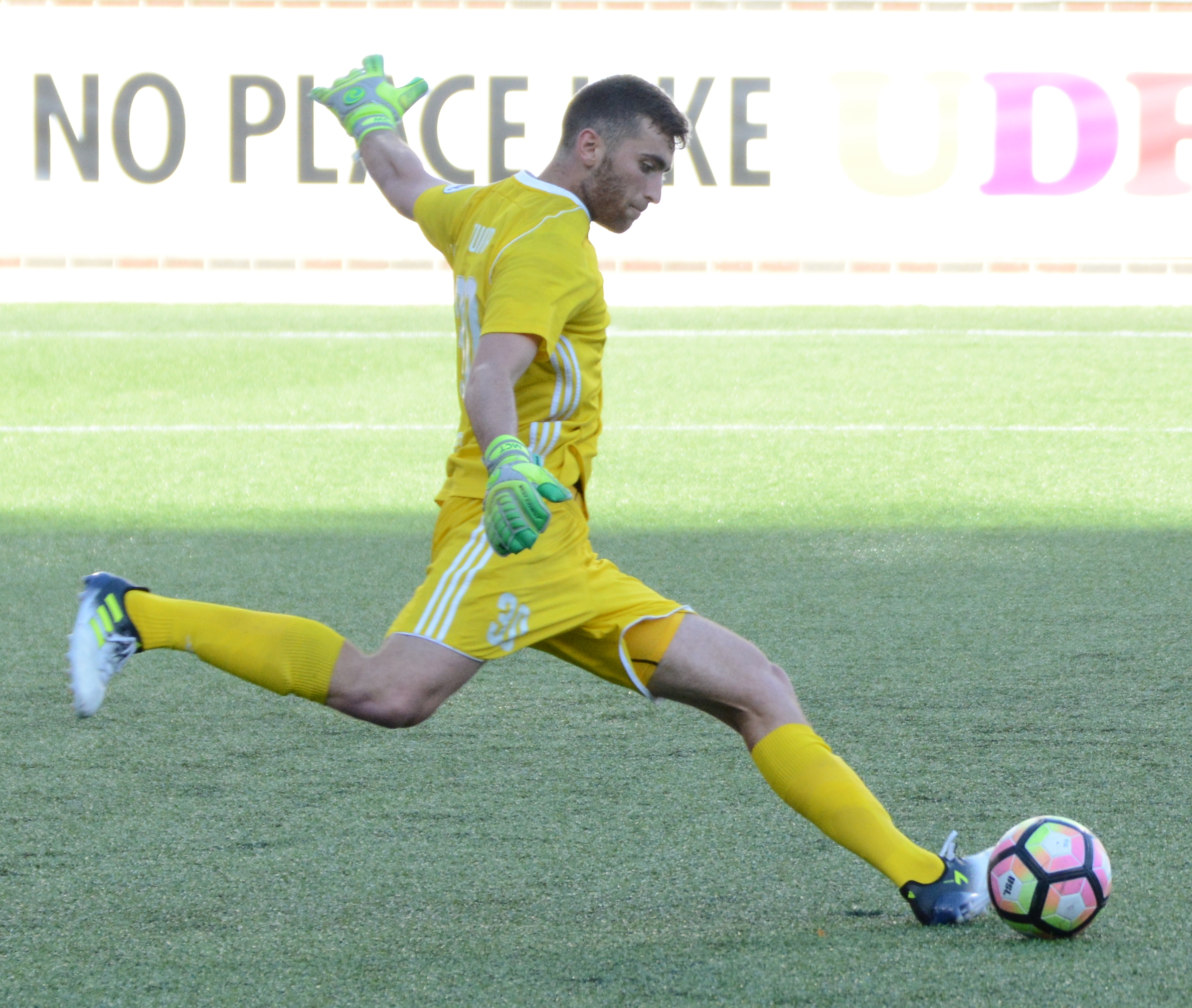
Turner hrající za Richmond Kickers proti FC Cincinnati (2017)

Dne 29. dubna 2016 se připojil k druholigovému klubu Richmond Kickers v rámci ročního hostování a o den později v týmu debutoval při vítězství 1:0 nad Toronto FC II. Během svého angažmá u Kickers zaznamenal Turner 7 čistých kont ve 27 startech.

#### Návrat do A-týmu
Turner si v sezóně 2018 vysloužil místo v základní sestavě New England Revolution, když v souboji o pozici brankářské jedničky porazil Brada Knightona a Codyho Croppera. V MLS debutoval 3. března 2018 v úvodním utkání sezony proti Philadelphii Union, kdy si připsal čtyři zákroky při prohře 0:2. 31. března 2018 si připsal šest zákroků a zaznamenal své první čisté konto v MLS při výhře klubu 2:0 proti Houston Dynamo FC. Bylo to první čisté konto, které brankář Revolution zaznamenal od 24. srpna 2016. V průběhu sezony 2018 zaznamenal další čtyři čistá konta.
Poté, co Turner vypadl ze základní sestavy na začátku sezóny 2019, kdy klesl až za Croppera a Knightona, se znovu stal jedničkou klubu, nakonec nastoupil do 20 zápasů a zaznamenal pět čistých kont. Turner dovedl Revolution do play-off (kde se klub odstal poprvé od roku 2015). V prvním kole nastoupil při venkovní prohře Revolution s Atlantou United FC (1:0). Turner se umístil v anketě o nejlepšího brankáře MLS na pátém místě.
Turner měl v roce 2020 vynikající sezónu a byl zvolen druhým nejlepším brankářem MLS. V průběhu sezony nastoupil Turner k 22 z 23 zápasů týmu a dovedl ho podruhé v řadě do play-off. V prvním kole si Turner připsal čisté konto proti týmu Philadelphia Union při výhře 2:0. Turner pak vychytal Naniho pokutový kop při čtvrtfinálovém vítězství nad Orlandem City SC (3:1). New England Revolution pak v semifinále podlehl Columbusu Crew 1:0.
V roce 2020 ho zvolili fanoušci i jeho spoluhráči nejlepším hráčem týmu.
Turner pokračoval v dobrých výkonech i v průběhu sezóny 2021, kdy byl vyhlášen nejlepším brankářem MLS. Stal se prvním brankářem v historii Revolution, který toto ocenění získal. Turner klub dovedl opět do play-off, ve čtvrtfinále však po prohře po penaltovém rozstřelu s New Yorkem City ze soutěže vypadli.

### Arsenal
V létě 2022 přestoupil Turner do anglického Arsenalu. Arsenal za Turnera zaplatil 10 milionů dolarů.
Dne 8. září 2022 nastoupil Turner do zápasu skupinové fáze Evropské ligy proti švýcarskému Curychu, který Arsenal vyhrál 2:1. 6. října si Turner připsal první čisté konto v klubu, když na Emirates Arsenal vyhrál 3:0 nad Bodø/Glimtem v Evropské lize. Poté si Turner připsal další dvě čistá konta v Evropské lize, a to při výhrách 1:0 nad Bodø/Glimt a PSV Eindhoven.

## Reprezentační kariéra

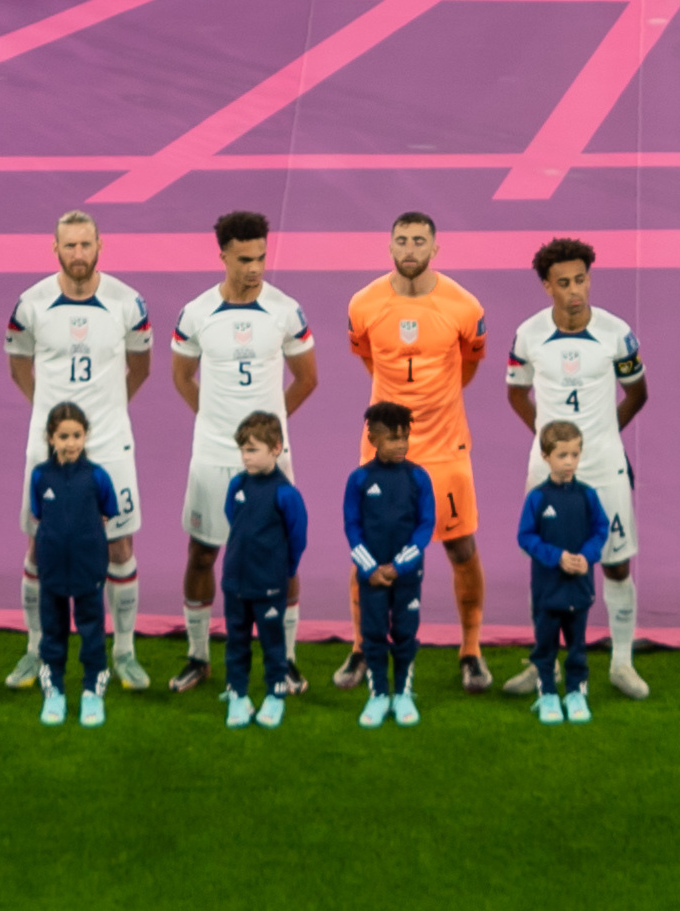
Turner (v oranžovém) na mistrovství světa 2022 v Kataru

Turner debutoval na reprezentační scéně 31. ledna 2021, když nastoupil v přátelském zápase proti Trinidadu a Tobagu.
Turner nastoupil ve všech šesti zápasech na Zlatém poháru 2021. Zaznamenal pět čistých kont, včetně jednoho při vítězství 1:0 proti Mexiku ve finále. Za své výkony byl Turner oceněn jako nejlepší brankář turnaje.
V listopadu 2022 byl Turner povolán na mistrovství světa 2022 v Kataru. Přestože Spojené státy vypadly z mistrovství světa v osmifinále proti Nizozemsku, byl Turnerův výkon po celý turnaj chválen.

## Osobní život
Turner je Žid. Turner i jeho otec získali v roce 2020 litevské pasy; Turnerova prababička z otcovy strany uprchla před náboženským pronásledováním během druhé světové války a jako Židé z Litvy emigrovali.

## Statistiky

### Klubové
K 20. říjnu 2022
| Klub                     | Sezóna  | Liga           | Liga   | Liga | Národní pohár | Národní pohár | Ligový pohár | Ligový pohár | Evropské poháry | Evropské poháry | Ostatní | Ostatní | Celkem | Celkem |
| Klub                     | Sezóna  | Liga           | Zápasy | Góly | Zápasy        | Góly          | Zápasy       | Góly         | Zápasy          | Góly            | Zápasy  | Góly    | Zápasy | Góly   |
| ------------------------ | ------- | -------------- | ------ | ---- | ------------- | ------------- | ------------ | ------------ | --------------- | --------------- | ------- | ------- | ------ | ------ |
| New England Revolution   | 2016    | MLS            | 0      | 0    | —             | —             | —            | —            | —               | —               | —       | —       | 0      | 0      |
| New England Revolution   | 2017    | MLS            | 0      | 0    | —             | —             | —            | —            | —               | —               | —       | —       | 0      | 0      |
| New England Revolution   | 2018    | MLS            | 27     | 0    | —             | —             | —            | —            | —               | —               | —       | —       | 27     | 0      |
| New England Revolution   | 2019    | MLS            | 20     | 0    | 2             | 0             | 1            | 0            | —               | —               | —       | —       | 23     | 0      |
| New England Revolution   | 2020    | MLS            | 22     | 0    | —             | —             | 4            | 0            | —               | —               | 1       | 0       | 27     | 0      |
| New England Revolution   | 2021    | MLS            | 28     | 0    | —             | —             | 1            | 0            | —               | —               | —       | —       | 29     | 0      |
| New England Revolution   | 2022    | MLS            | 5      | 0    | —             | —             | —            | —            | —               | —               | —       | —       | 5      | 0      |
| New England Revolution   | Celkem  | Celkem         | 102    | 0    | 2             | 0             | 6            | 0            | —               | —               | 1       | 0       | 111    | 0      |
| Richmond Kickers (host.) | 2016    | USL            | 7      | 0    | —             | —             | —            | —            | —               | —               | —       | —       | 7      | 0      |
| Richmond Kickers (host.) | 2017    | USL            | 20     | 0    | —             | —             | —            | —            | —               | —               | —       | —       | 20     | 0      |
| Richmond Kickers (host.) | Celkem  | Celkem         | 27     | 0    | —             | —             | —            | —            | —               | —               | —       | —       | 27     | 0      |
| Arsenal                  | 2022/23 | Premier League | 0      | 0    | 0             | 0             | 0            | 0            | 4               | 0               | —       | —       | 4      | 0      |
| Celkem                   | Celkem  | Celkem         | 129    | 0    | 2             | 0             | 6            | 0            | 4               | 0               | 1       | 0       | 142    | 0      |

### Reprezentační
K 3. prosinci 2022
| Spojené státy | Spojené státy | Spojené státy |
| Rok           | Zápasy        | Góly          |
| ------------- | ------------- | ------------- |
| 2021          | 13            | 0             |
| 2022          | 11            | 0             |
| Celkem        | 24            | 0             |

## Ocenění

### Reprezentační

#### Spojené státy americké
- Zlatý pohár CONCACAF: 2021

### Individuální
- Zlatá rukavice Zlatý pohár CONCACAF: 2021[34]
- Nejlepší jedenáctka Zlatý pohár CONCACAF: 2021[35]
- Jedenáctka sezóny MLS: 2021[44]
- Nejlepší brankář MLS: 2021